# Teufelsmoor (Naturschutzgebiet)
Das Teufelsmoor ist ein Naturschutzgebiet im Teufelsmoor auf dem Gebiet der Stadt Osterholz-Scharmbeck und den Gemeinden Hambergen und Vollersode in der Samtgemeinde Hambergen im Landkreis Osterholz.

## Beschreibung
Das Naturschutzgebiet mit dem Kennzeichen NSG LÜ 313 ist rund 1.927 Hektar groß. Teilweise ist es gleichzeitig als FFH-Gebiet „Untere Wümmeniederung, untere Hammeniederung mit Teufelsmoor“, das sich über 4.153,32 Hektar erstreckt und auch Teile des südlich liegenden Naturschutzgebietes „Hammeniederung“ umfasst, sowie als EU-Vogelschutzgebiet „Hammeniederung“ ausgewiesen, das sich über 6.296 Hektar erstreckt und auch große Teile des Naturschutzgebietes „Hammeniederung“ sowie des sich im Südosten an das Naturschutzgebiet „Teufelsmoor“ anschließenden Landschaftsschutzgebiet „Hammenniederung“ umfasst. Das Naturschutzgebiet grenzt vielfach an das Landschaftsschutzgebiet „Teufelsmoor“ sowie im Süden an das Landschaftsschutzgebiet „Beekniederung“. An der Querung der Landesstraße 153 mit der Beek grenzt das Naturschutzgebiet in einem schmalen Streifen an die Natur- und Landschaftsschutzgebiete „Hammeniederung“. Im Schutzgebiet sind Teile des bisherigen Landschaftsschutzgebietes „Hamberger Moor“ aufgegangen. Die Verordnungen des im Westen liegenden Naturschutzgebietes „Moor bei Niedersandhausen“ sowie des Naturschutzgebietes „Torfkanal und Randmoore“ blieben zunächst in Kraft. Diese Schutzgebiete gingen zum 3. Oktober 2019 in dem Naturschutzgebiet auf. Das Gebiet steht seit dem 20. April 2017 unter Schutz. Zuständige untere Naturschutzbehörde ist der Landkreis Osterholz.
Das aus vier Teilflächen bestehende Naturschutzgebiet liegt nordöstlich von Osterholz-Scharmbeck am Rand der Hammeniederung. Es umfasst Teile des Niedersandhausener Moors, das Hamberger Moor, Teile der Randmoore des Torfkanals, das Günnemoor, Teile des Önersmoores, Teile des Weißen Moors, das Moor zwischen Friedensheim und Bornreihe sowie Teile der oberen Beekniederung. Das Naturschutzgebiet bildet zusammen mit dem Naturschutzgebiet „Hammeniederung“ sowie den angrenzenden Naturschutzgebieten einen Biotopverbund.
Große Teile der Hochmoore wurden in der Vergangenheit unterschiedlich tief abgetorft, aber meist nicht kultiviert, so dass sich Bruch- und Moorwälder, Sümpfe und reicht strukturiertes Grünland ausbilden konnte. Teilflächen wurden wiedervernässt. Dies betrifft insbesondere das Günnemoor, das großflächig wiedervernässt wurde. Die Wiedervernässung abgetorfter Flächen begann hier in den 1990er-Jahren. Der industrielle Torfabbau wurde Ende 2012 eingestellt, nachdem keine weiteren Abbaugenehmigungen im Günnemoor erteilt wurde. Weitere Wiedervernässungsmaßnahmen wurden im Hamberger Moor durchgeführt. Dies ist jedoch deutlich zerkuhlter – anders als im Günnemoor fand hier bis in die 1980er-Jahre vor allem bäuerlicher Handtorfstich statt – und vielfach mit Moorwald bestanden. Im Zuge der Wiedervernässungsmaßnahmen wurden Entwässerungsgräben verschlossen und durch die Wasserrückhaltung liefen ehemalige Handtorfstiche voll. Insbesondere im Bereich der Wiedervernässungsflächen im Naturschutzgebiet kann sich das Hochmoor regenerieren, so dass hier teilweise naturnahe Hochmoorvegetation zu finden ist. In der oberen Beekniederung und Teilen des Önersmoores herrscht weiträumiges, vielfach feuchtes Grünland vor, das von zahlreichen Gräben durchzogen ist.
Das Naturschutzgebiet grenzt vielfach an landwirtschaftliche Nutzflächen, stellenweise auch an bewaldete Flächen, die zu einem überwiegenden Teil als Landschaftsschutzgebiet „Teufelsmoor“ ausgewiesen sind. Im Süden grenzt es im Bereich der Beekniederung an eine Landesstraße. Die Teilfläche zwischen Friedrichsheim und Bornreihe grenzt an die durch Friedrichsheim verlaufende Kreisstraße. Durch Teile des Naturschutzgebietes verlaufen Wege. Zwischen der ehemaligen Torfabbaufläche im Günnemoor und dem südwestlich davon liegenden Naturschutzgebiet „Torfkanal und Randmoore“ verläuft ein Weg, der von Mitte Juni bis Ende September begehbar ist und von dem aus die Wiedervernässungsflächen einsehbar sind. An diesem Weg wurden mehrere Schautafeln mit Informationen zu den Themen Moor und Moorkultivierung aufgestellt.

## Flora und Fauna
Im Naturschutzgebiet sind verschiedene Fledermäuse heimisch, darunter Breitflügelfledermaus, Wasserfledermaus und Teichfledermaus. Weiterhin sind im Naturschutzgebiet verschiedene Libellenarten heimisch, darunter Große und Früher Schilfjäger, Grüne Mosaikjungfer, Kleine Binsenjungfer, Nordische Moosjungfer, Torf-Mosaikjungfer, Hochmoor-Mosaikjungfer, Kleine Mosaikjungfer, Speer-Azurjungfer, Mond-Azurjungfer, Scharlachlibelle, Blaue Federlibelle, Kleine Pechlibelle, Kleines Granatauge, Gebänderte Prachtlibelle, Blauflügel-Prachtlibelle, Sumpf-Heidelibelle und Gebänderte Heidelibelle, die alle mindestens als „gefährdet“ auf der Roten Liste der in Niedersachsen und Bremen gefährdeten Libellen geführt werden. An gefährdeten Tagfaltern kommen Schwalbenschwanz, Trauermantel, Braunfleckiger Perlmuttfalter, Hochmoor-Perlmuttfalter, Hochmoorbläuling, Lungenenzian-Ameisenbläuling, Geißklee-Bläuling, Großes Wiesenvögelchen und Komma-Dickkopffalter im Naturschutzgebiet vor. Reptilien und Amphibien sind u. a. durch Feuersalamander, Schling- und Ringelnatter, Kreuzotter, Moorfrosch sowie Berg-, Kamm- und Fadenmolch vertreten.
Die Beek und die mit ihr verbundenen Gräben sind Lebensraum u. a. von Steinbeißer und Schlammpeitzger. Weiterhin kommen Ukelei, Hecht, Moderlieschen und Zander vor. Das Naturschutzgebiet ist auch potentieller Lebensraum des Fischotters, der im Wümme-Hamme-Raum heimisch ist.
Das Gebiet ist Lebensraum und Rastgebiet für eine artenreiche Avifauna. So kommen hier Seeadler sowie Rohr-, Korn- und Wiesenweihe und Sumpfohreule vor. Limikolen sind u. a. durch Kiebitz, Bekassine, Wald- und Uferschnepfe, Rot- und Grünschenkel, Großer Brachvogel, Austernfischer, sowie verschiedene Wasser- und Strandläufer und Regenpfeifer vertreten. Weiterhin sind Rebhuhn, Wachtel und Wachtelkönig ebenso heimisch wie Ziegenmelker und Kleinspecht. Taucher und Säger sind durch Hauben-, Zwerg-, Rothals- und Schwarzhalstaucher sowie Zwerg- und Gänsesäger, Entenvögel durch verschiedene Enten, darunter Brandgans, Pfeif-, Schnatter-, Krick-, Spieß-, Knäck-, Löffel-, Tafel-, Reiher- und Schellente, Gänse, darunter Grau-, Bläss-, Waldsaat-, Kanada- und Weißwangengans, und Schwäne wie Höcker-, Sing- und Zwergschwan vertreten. Singvögel sind z. B. durch Pirol, Feldlerche, Schafstelze, Blau-, Braun- und Schwarzkehlchen, Gartenrotschwanz, Steinschmätzer, Rohrammer, Wiesen- und Baumpieper, Feldschwirl, Bluthänfling und Teich- und Schilfrohrsänger vertreten. Weiterhin kommen Neuntöter, Raubwürger, Weißstorch, Kranich, Graureiher, Silberreiher und Rohrdommel sowie verschiedene Rallen, Seeschwalben und Möwen vor. Für den Kranich ist das wiedervernässte Günnemoor Schlafplatz und während des Vogelzuges wichtiger Rastplatz.

## Modellprojekt für Renaturierung
Da deutschlandweit über sieben Prozent der der gesamten Treibhausgasemissionen aus der Zersetzung von entwässerten, für den Torfabbau genutzten Moorböden stammt, wurden beschlossen, im Rahmen eines Modellprojektes, Renaturierungsmaßnahmen auf bis zu 200 ha des Teufelsmoores durchzuführen. Für die Wiedervernässung wurden Fördermittel in der Höhe von über 10 Millionen Euro bewilligt, wobei auch dei Nutzung als Paludikultur angestrebt wird, wo dies dem Erhalt des Lebensraumes dient. An der Planung und Umsetzung der Maßnahmen sind die Landwirtschaftskammer Niedersachsen, das Johann Heinrich von Thünen-Institut, der Landkreis Osterholz und die Technische Universität Dresden beteiligt.